# Daubèze
Daubèze ist eine französische Gemeinde mit 147 Einwohnern (Stand: 1. Januar 2022) im Département Gironde in der Region Nouvelle-Aquitaine. Sie gehört zum Kanton Le Réolais et Les Bastides und zum Arrondissement Langon. 
Nachbargemeinden sind Frontenac im Norden, Sauveterre-de-Guyenne im Osten, Saint-Brice im Süden, Coirac im Südwesten und Martres im Westen.

## Bevölkerungsentwicklung
| Jahr      | 1962 | 1968 | 1975 | 1982 | 1990 | 1999 | 2007 | 2017 |
| --------- | ---- | ---- | ---- | ---- | ---- | ---- | ---- | ---- |
| Einwohner | 134  | 102  | 77   | 109  | 123  | 138  | 151  | 153  |

## Sehenswürdigkeiten
- Kirche Saint-Sulpice, seit 1925 Monument historique

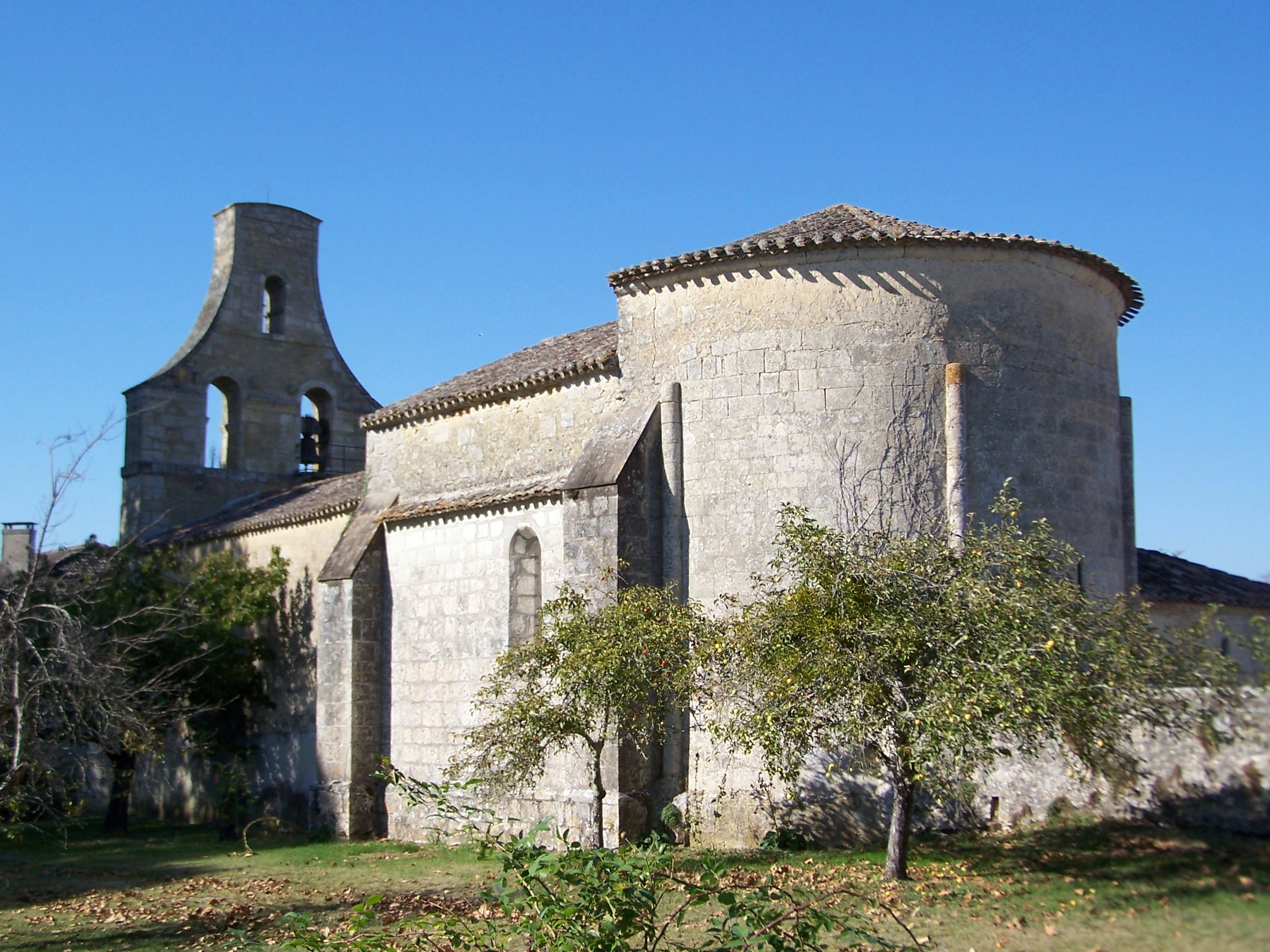
Kirche Saint-Sulpice